# John Doe
Numele de John Doe la bărbați și Jane Doe sau Jane Roe la femei sunt folosite ca pseudonime pentru o persoană a cărei identitate reală este necunoscută sau care trebuie să fie reținută în cadrul unei acțiuni legale. Numele sunt folosite și pentru a desemna un cadavru sau un pacient la un spital atunci când identitatea acestora este necunoscută. Această practică este utilizată pe scară largă în Statele Unite și Canada, dar nu este niciodată folosită în alte țări vorbitoare de limbă engleză, inclusiv în Regatul Unit, de unde provine utilizarea termenului de "John Doe" într-un context juridic. Numele Joe Bloggs este utilizat în Regatul Unit, precum și în Australia și Noua Zeelandă.